# Supercharged
Supercharged è l'undicesimo album in studio del gruppo musicale statunitense The Offspring, pubblicato l'11 ottobre 2024 dalla Concord Records.
Questo è il primo album con Brandon Pertzborn alla batteria, dopo il licenziamento di Pete Parada.

## Tracce
Testi e musiche di Dexter Holland.
1. Looking Out for # 1 – 3:16
2. Light It Up – 2:52
3. The Fall Guy – 2:34
4. Make It All Right – 3:34
5. OK, but This Is the Last Time – 3:23
6. Truth in Fiction – 2:00
7. Come to Brazil – 4:19
8. Get Some – 2:57
9. Hanging by a Thread – 3:26
10. You Can't Get There from Here – 3:54

## Formazione
Gruppo
- Dexter Holland – voce, chitarra, basso, tastiera
- Noodles – chitarra
- Todd Morse – basso
- Brandon Pertzborn – batteria

Altri musicisti
- Bob Rock – chitarra, cori
- Josh Freese – batteria
- Adam Greenholtz – tastiera, cori
- Jamie Muhoberac – tastiera
- Dave Pierce – tastiera, corde
- Jonah Nimoy – tastiera
- Adam Garrett – cori
- Rebecca Shoichet – cori